# Apantesis rhodana
Apantesis rhodana är en fjärilsart som beskrevs av Embrik Strand 1919. Apantesis rhodana ingår i släktet Apantesis och familjen björnspinnare. Inga underarter finns listade i Catalogue of Life.